# Legisprudencia
Legisprudencia (Legisprudentia) es una teoría del derecho en el sistema de derecho continental, cuyo tema es el papel del legislador en el gobierno y el proceso legislativo.
Legisprudencia se ha extendido a Europa en el último cuarto del siglo XX. Sus concepciones fueron establecidas en la antigua Grecia.